# Ненем
Жозе Мария Карнейро да Силва (на португалски: Jose Maria Carneiro Da Silva - Neném), по-популярен с псевдонима Ненем е бразилски футболист, играещ за Ботев (Враца) като преотстъпен от Литекс (Ловеч). Изявява се като атакуващ халф.

## Кариера
Ненем идва в Литекс (Ловеч) през 2010 г. от втородивизионния бразилски Рио Бранко, където е бил съотборник с бившия футболист на „оранжевите“ Дока Мадурейра. Наблюдаван е още през 2008 година , а през месец октомври 2010 година пристига на проби в „града на люляците“  Старши треньорът Любослав Пенев го харесва и Ненем подписва договор за три години и половина, който влиза в сила от 1 януари 2011 г. Заради запълнената квота за чужденци извън ЕС обаче, Ненем не изиграва нито един мач за „оранжевите“. През юни 2011 г. е преотстъпен за 6 месеца на Ботев (Враца). След края на наема разтрогва договора си с „оранжевите“.